# Element neutru
În algebră, elementul neutru al unei legi de compoziție  {\displaystyle f:A\times A\rightarrow A}  este un element  {\displaystyle e\in A}  care, compus cu oricare element  {\displaystyle a\in A,}  îl lasă neschimbat:
{\displaystyle a\circ e=e\circ a=a,\;\forall a\in A,}
unde s-a notat  {\displaystyle f(a,b)=a\circ b.}
Pentru mulțimea numerelor întregi adunarea fiecărui număr cu opusul său dă numărul zero, element neutru al operației de adunare a numerelor. 

## Exemple
- În mulțimea numerelor reale  {\displaystyle \mathbb {R} ,}  0 este element neutru față de adunare.
- În mulțimea numerelor reale  {\displaystyle \mathbb {R} ,}  1 este element neutru față de înmulțire.
- Pentru operația de reuniune a mulțimilor, mulțime vidă este element neutru.
- Pentru operația de intersecție a mulțimilor mulțimea totală (universală) este element neutru.
- Pentru compunerea funcțiilor, funcția identică este element neutru.
- Matricea identitate sau unitate  {\displaystyle I={\begin{Vmatrix}a_{ij}\end{Vmatrix}}}  cu  {\displaystyle a_{ij}=0,\;i\neq j,\;i,j=1,2,,\cdots ,n}  și  {\displaystyle a_{ii}=1,\;i=1,2,\cdots ,n}  este elementul neutru față de înmulțirea matricilor pătrate de ordinul n.